# Хегг, Гундер
Нильс Гундер Хегг (швед. Nils Gunder Hägg; 31 декабря 1918, Альбакен, Брекке, Швеция — 27 ноября 2004, Мальмё, Швеция) — шведский бегун на средние и длинные дистанции, многократный рекордсмен мира.

## Биография
Хегг родился в 1918 году в Альбакене, коммуна Брекке, Швеция.
До 13 лет Хегг занимался лыжами. Сразу после окончания начальной школы он начал работать на ферме. Бегом занялся в 17 лет. Прорыв произошёл на соревнованиях в Эстерсунде, где он выиграл 1500 метров при жёсткой конкуренции.
10 августа 1941 года он установил свой первый мировой рекорд (из 15) на чемпионате Швеции по лёгкой атлетике, выиграв 1500 метров с результатом 3.47,6, на секунду быстрее, чем его постоянный соперник Арне Андерссон.
В период с 1 июля по 20 сентября 1942 года — часто его называют «80 дней Гундера Хегга» — он побил десять мировых рекордов. Этот результат в 1965 году превысил Рон Кларк, установив 11 мировых рекордов. Весной 1946 года, за несколько месяцев до чемпионата Европы, Гундер Хегг и его коллега Арне Андерссон были дисквалифицированы «навсегда» за нарушение любительских правил, так как они неоднократно бежали за деньги. Решение, которое вступило в силу 17 марта 1946 года, вызвало большие дебаты в Швеции и многие считали его несправедливым. Термин вызывал насмешки и позднее был изменён на «пожизненная».
Хегг был на пике своей карьеры в годы Второй мировой войны, поэтому он никогда не имел шансов участвовать в крупных соревнованиях. Он выиграл, тем не менее, в 1943 году очень престижный титул «Спортсмен года Associated Press» в США. Гундер Хегг и Ингемар Юханссон (1959) являются единственными из шведских мужчин-спортсменов, завоевавших титул, и из шведских спортсменок только гольфистка Анника Сёренстам выиграла этот титул (2003, 2004 и 2005). Следует отметить, что очень мало не-американцев выигрывали этот титул.

## Мировые рекорды
Гундер Хегг установил в 1941—1945 годах 16 мировых рекордов — 15 индивидуальных и один командный:
| Дистанция | Время   | Город      | Дата       |
| --------- | ------- | ---------- | ---------- |
| 1500 м    | 3.47,5  | Стокгольм  | 8.10.1941  |
| 1500 м    | 3.45,8  | Стокгольм  | 17.7.1942  |
| 1500 м    | 3.43,0  | Гётеборг   | 7.7.1944   |
| 1 миля    | 4.06,2  | Гётеборг   | 28.08.1942 |
| 1 миля    | 4.04,6  | Стокгольм  | 4.9.1942   |
| 1 миля    | 4.01,4  | Мальмё     | 7.7.1945   |
| 2000 м    | 5.16,4  | Мальмё     | 21.7.1942  |
| 2000 м    | 5.11,8  | Эстерсунд  | 23.8.1942  |
| 3 000 м   | 8.01,2  | Стокгольм  | 28.08.1942 |
| 2 мили    | 8.47,8  | Стокгольм  | 3.6.1942   |
| 2 мили    | 8.46,4  | Эстерсунд  | 25.6.1944  |
| 2 мили    | 8.42,8  | Эстерсунд  | 4.8.1944   |
| 3 мили    | 13.45,4 |            | 1942       |
| 3 мили    | 13.32,4 |            | 1942       |
| 5000 м    | 13.58,2 | Гётеборг   | 20.9.1942  |
| 4x1500 м  | 15.38,6 | Норрчёпинг | 29.7.1945  |

## Награды
- Золотая медаль[швед.] газеты Svenska Dagbladet (1942}).